# Torsten Ramer
Karl Torsten Ramer, född 21 juli 1902 i Örebro, död 11 augusti 1974 i Stockholm, var en svensk psykiater.
Torsten Ramer var son till byggmästaren Johan Salomon Karlsson. Han avlade studentexamen i Örebro 1921 och blev medicine kandidat vid Uppsala universitet 1925 samt 1930 medicine licentiat och 1947 medicine doktor vid Karolinska Institutet. Han hade amanuensförordnanden vid Serafimerlasarettets nervklinik 1928–1929 och vid dess medicinska klinik 1930–1931 samt var biträdande läkare vid Solna sjukhem 1932–1933 och amanuens vid Psykiatriska sjukhuset i Stockholm 1933–1934. Från 1934 var han praktiserande läkare i Stockholm. Därutöver var han från 1934 föreståndare för Stockholms barnavårdsnämnds rådgivningsbyrå för uppfostringsfrågor och läkare för hjälpklasserna i Stockholm. Ramer utgav utöver doktorsavhandlingen The prognosis of mentally retardent children ett trettiotal uppsatser i neurologi, invärtes medicin och barnpsykiatri. Särskilt intresserade han sig för till barnpsykiatrin hörande frågor om uppfostran och utbildning.